# Церковь Святого Петра (Антакья)
Церковь Святого Петра (тур. Aziz Petrus Kilisesi, арам. Knisset Mar Semaan Kefa) — одна из старейших христианских церквей. Расположена на юге Турции, в городе Антакья. Является пещерной церковью, находится в скале горы Стариус. Имеет глубину 13 м, ширину 9,5 м и высоту 7 м. По одной из версий, этой пещерой пользовались первые христиане и является одной из старейших христианских церквей.

## История построения церкви
Как считают некоторые, основания церкви в Антиохии прослеживается в Библейской книге Деяния Апостолов (11:25-27), где Варнава отправился в Тарс, чтобы найти Апостола Павла. Именно в Антиохии последователи учения Христа впервые были названы христианами.

Потом Варнава пошёл в Тарс искать Савла и, найдя его, привел в Антиохию. Целый год собирались они в церкви и учили немалое число людей, и ученики в Антиохии в первый раз стали называться христианами. В те дни пришли из Иерусалима в Антиохию пророки.
— Деян. 11:25—27
Самые старые сохранившиеся части церковного комплекса датируются, по крайней мере, IV-м или V-м веком; к ним относятся некоторые фрагменты напольной мозаики и следы фресок на правой стороне алтаря. Считается, что туннель, выходящий на горный склон, служил христианам для эвакуации церкви в случае внезапных набегов и нападений. Вода, которая просачивается из близлежащих скал, собиралась внутри, чтобы пить и использовать для крещения; прихожане посещавшие этот храм собирали эту воду для больных (полагая, что она целебна), поток уменьшился в результате недавних землетрясений.
Крестоносцы во время Первого крестового похода, которые в 1098 году прибыли в Антиохию, расширили церковь на несколько метров и соединили её с двумя арками на фасаде, которые были ими построены. Этот фасад был восстановлен капуцинами в 1863 году, которые восстанавливали церковь по приказу Папы Пия IX. Свой вклад в восстановление церкви также внёс французский император Наполеон III Бонапарт.
На верхней части каменного алтаря, расположенного в центре церкви, — каменная платформа, которая была помещена там в память о Святом Петре, которое отмечалось 21 февраля в Антиохии. Мраморная статуя святого Петра в верхней части алтаря была помещена туда в 1932 году.
Сад церкви использовался как кладбище в течение сотен лет. Могилы и захоронения были также внутри церкви, особенно вокруг алтаря. Церковь является местом захоронения Танкреда Тарентского, а также одним из трёх мест последнего упокоения останков императора Священной Римской империи Фридриха Барбароссы, погибшего в Третьем крестовом походе.
Хотя на сегодня церковь является музеем, однако здесь можно выполнить церковные обряды под наблюдением музейных работников, получив предварительно разрешение от администрации муниципалитета.

## Галерея

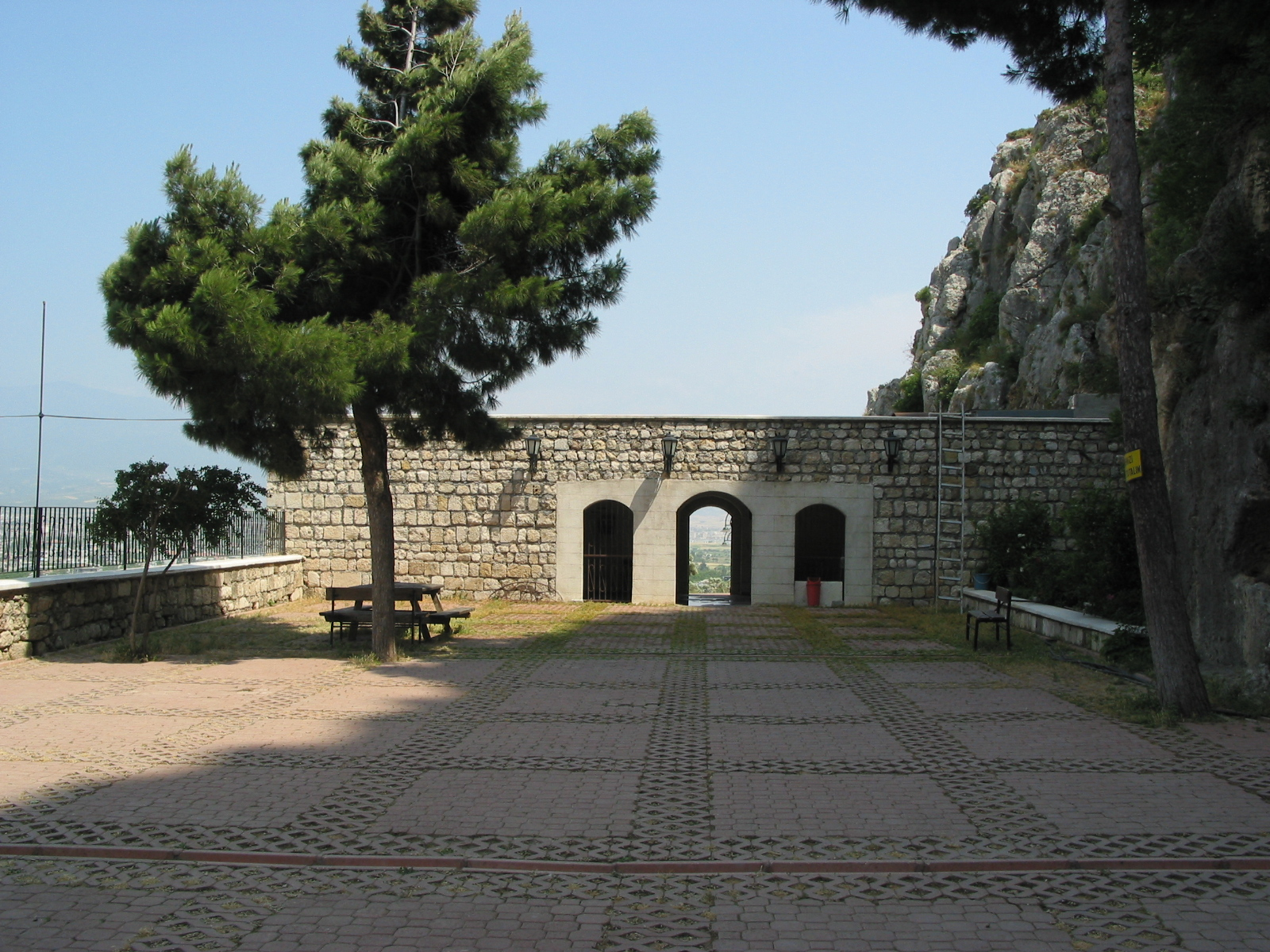
Церковный двор
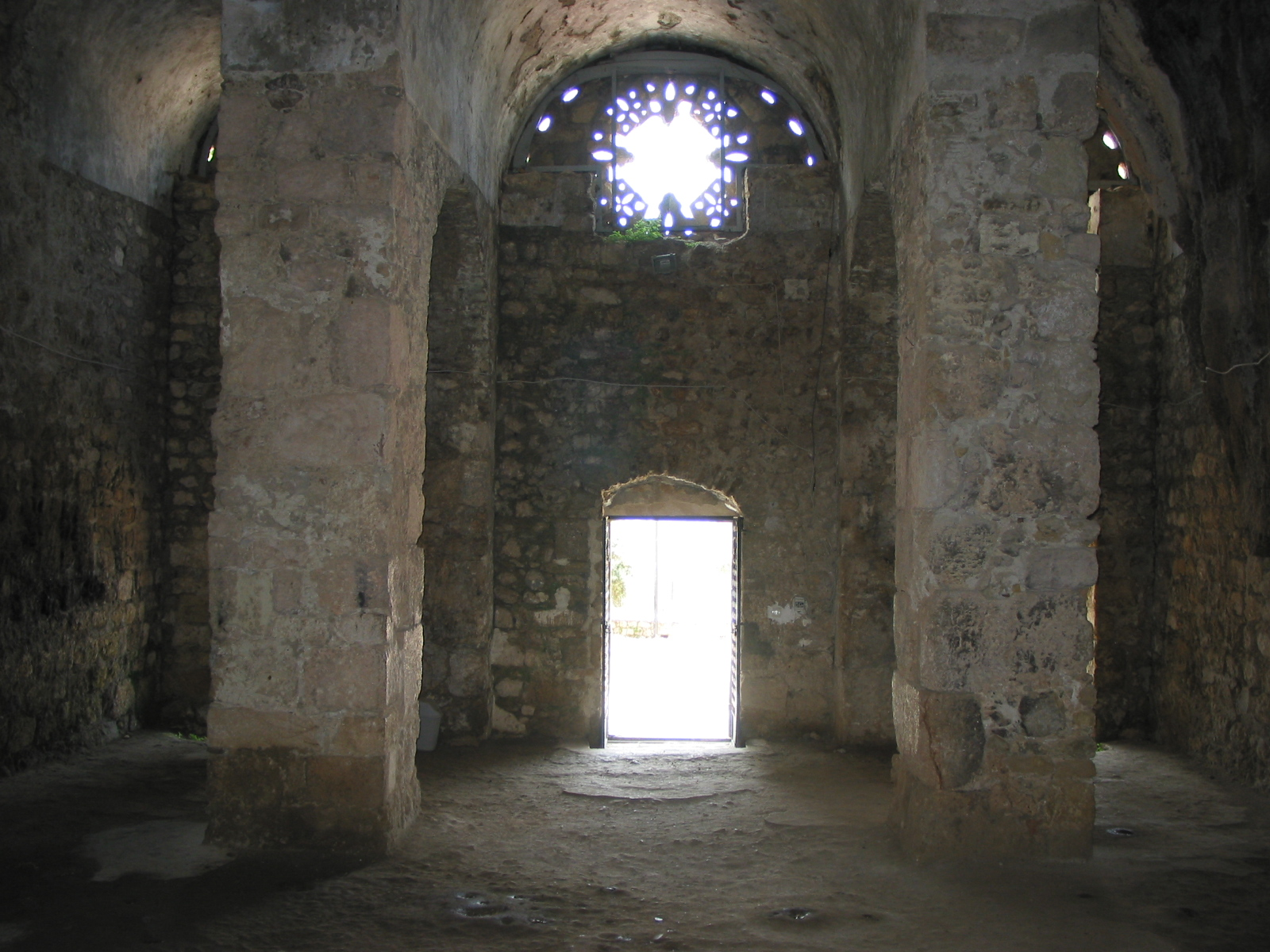
Внутри церкви
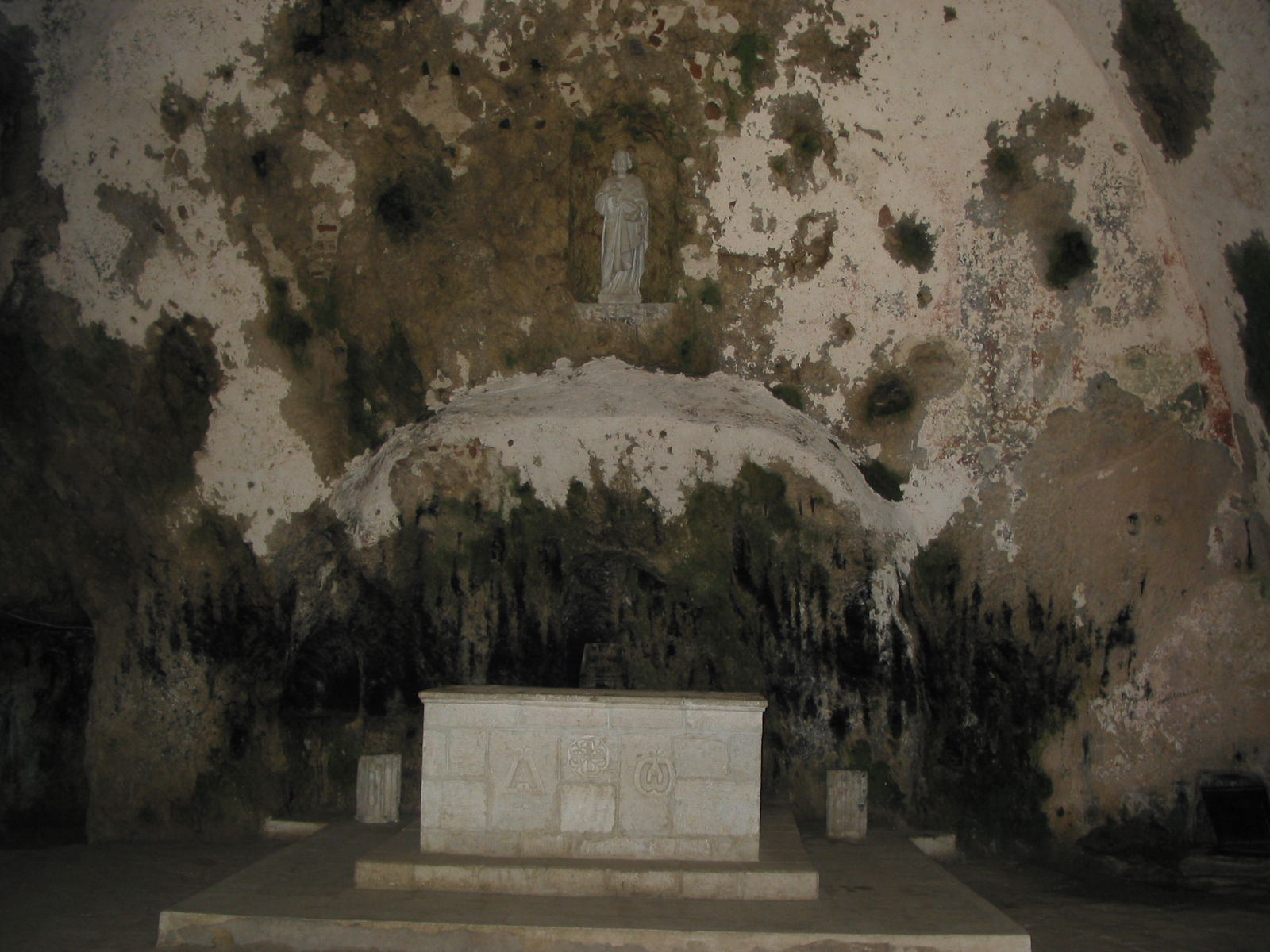
Алтарь
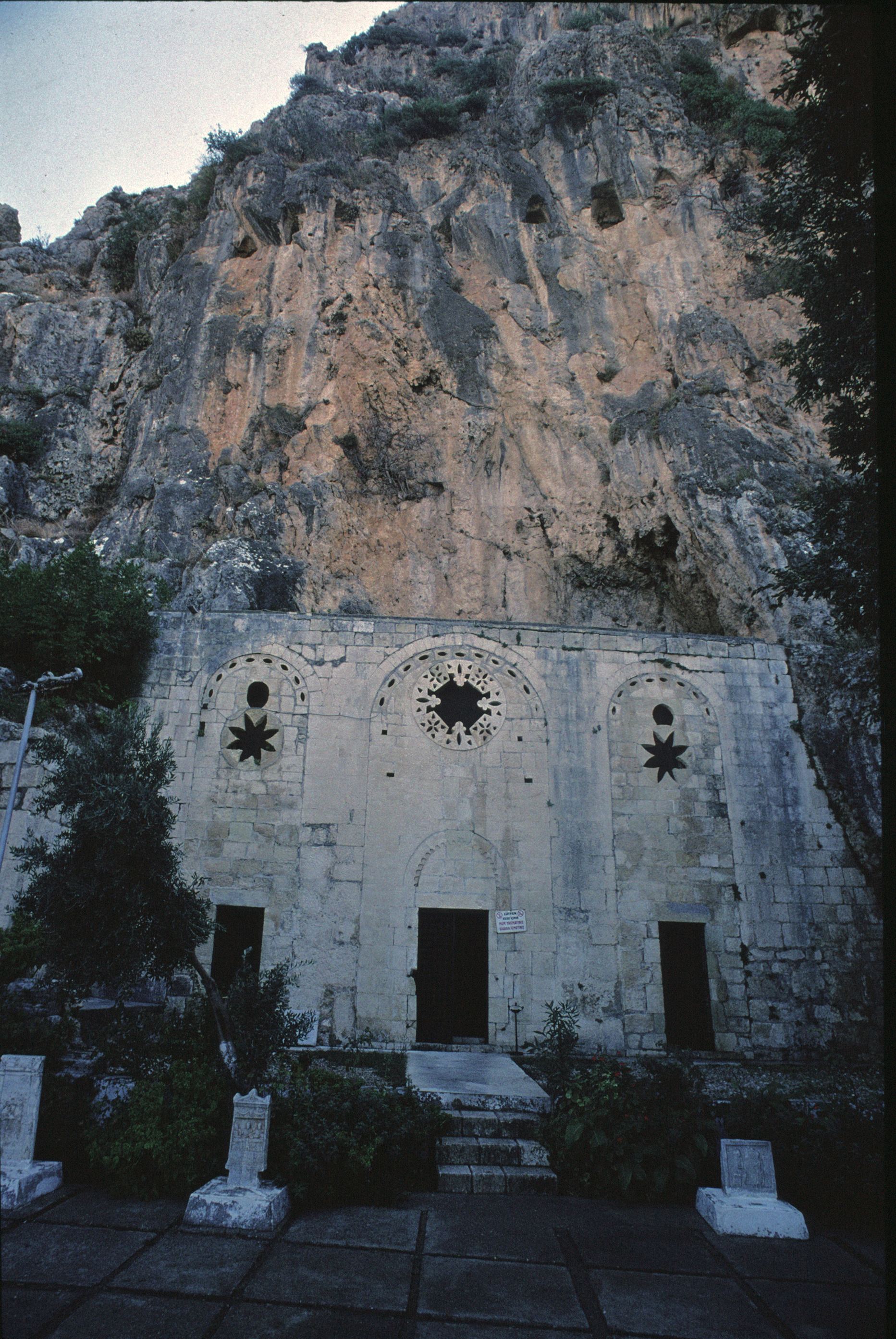
Фасад церкви Святого Петра
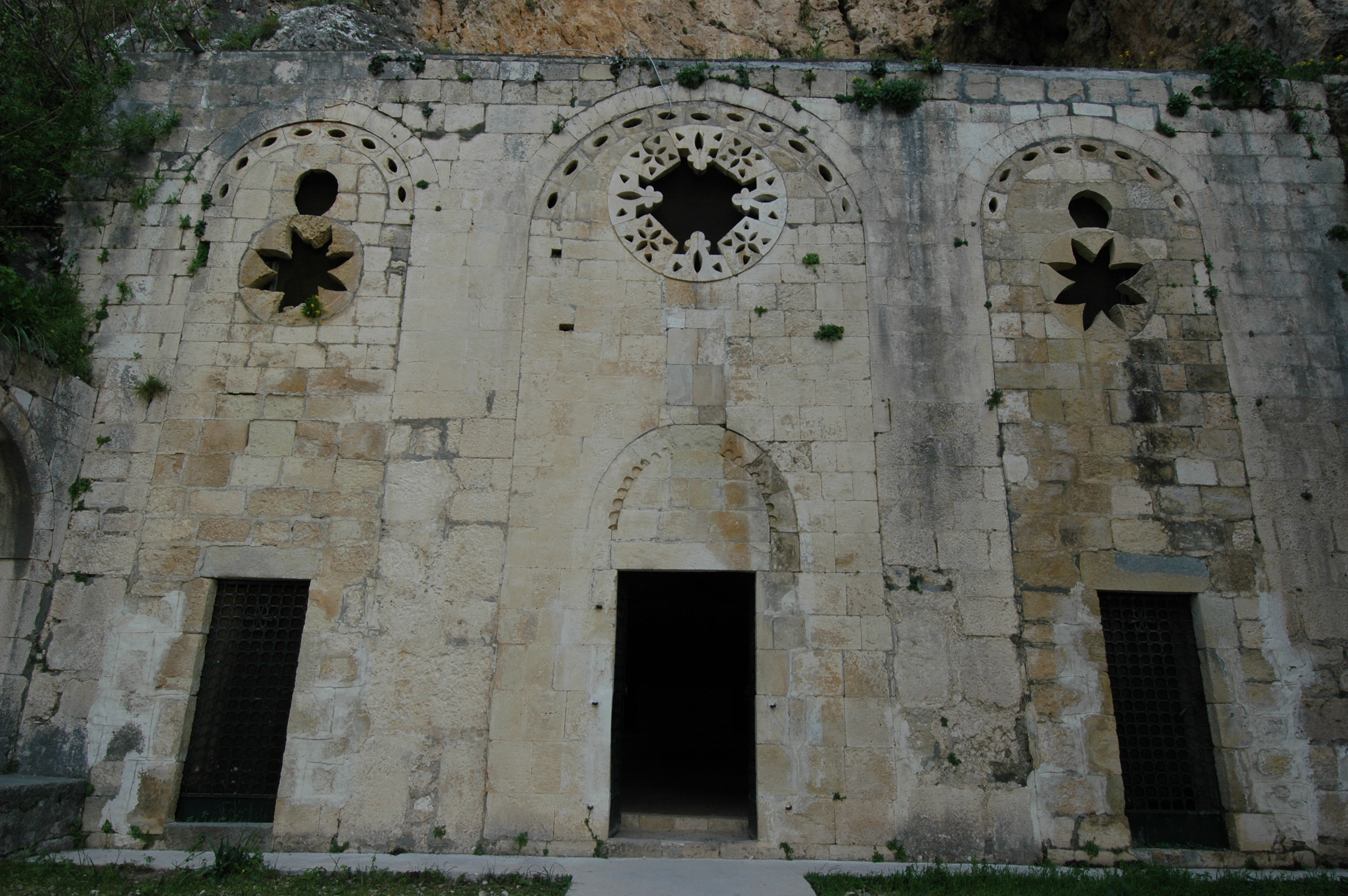
Фасад церкви Святого Петра
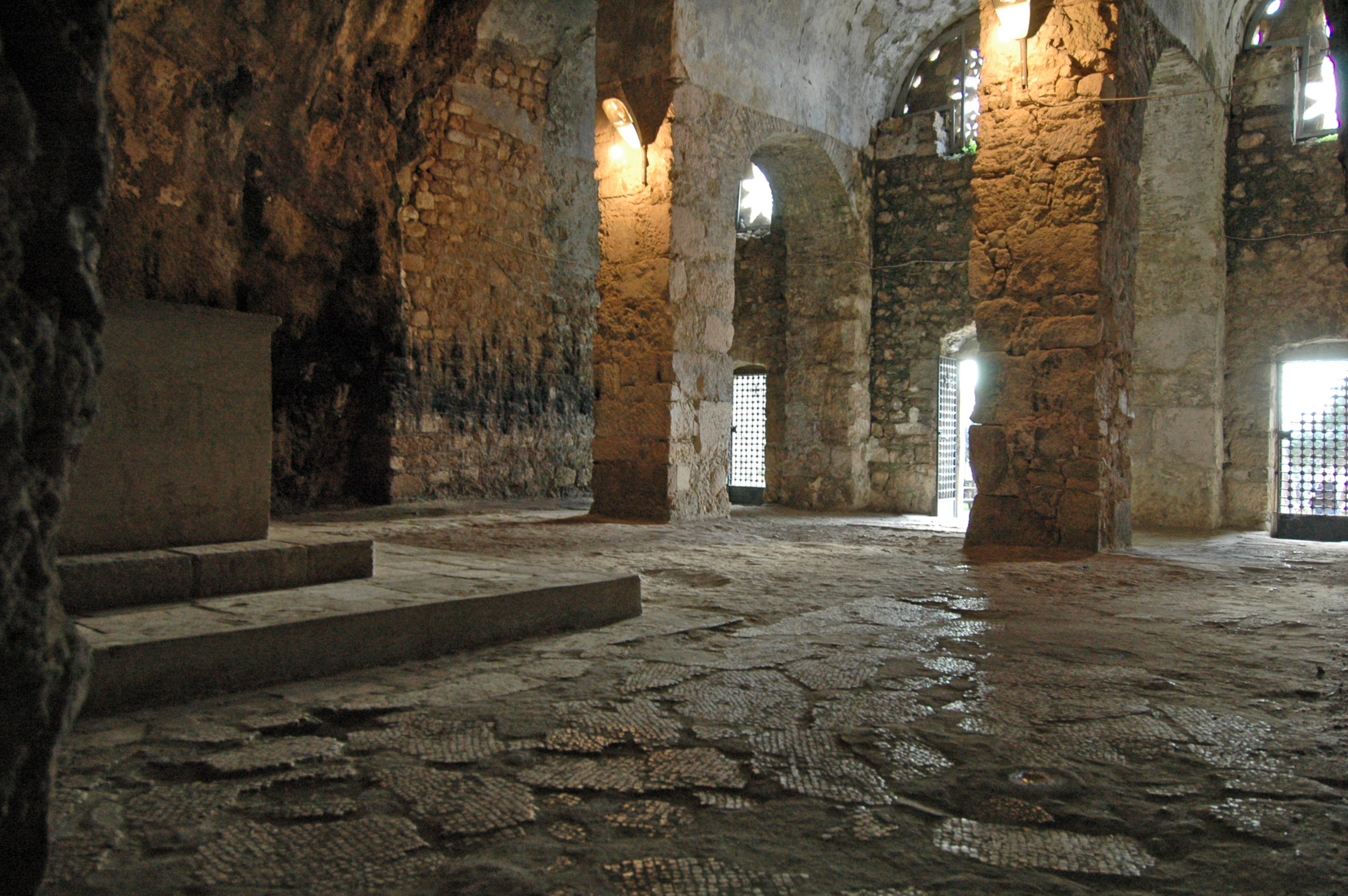
Интерьер церкви Святого Петра
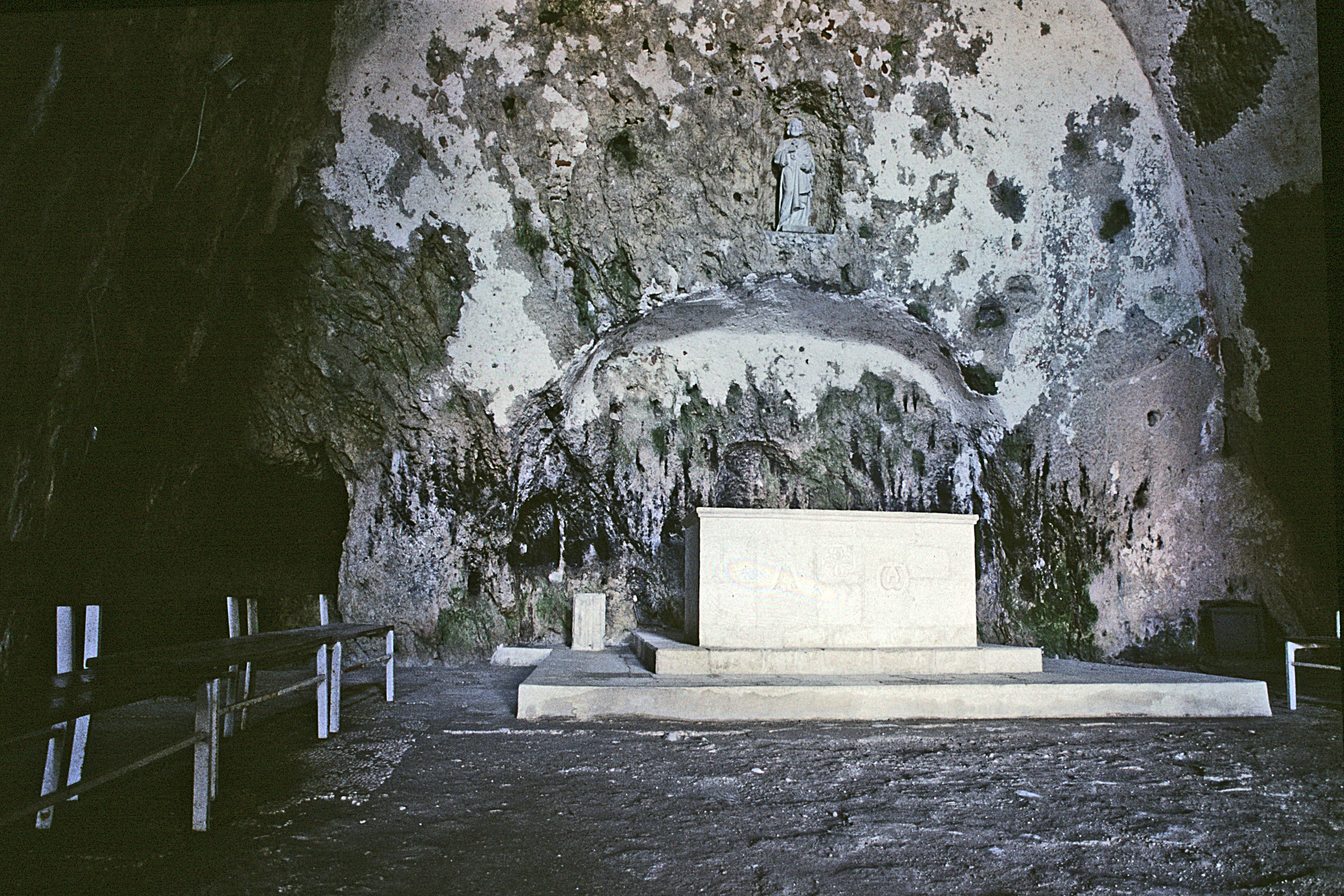
Церковь Святого Петра алтарная часть
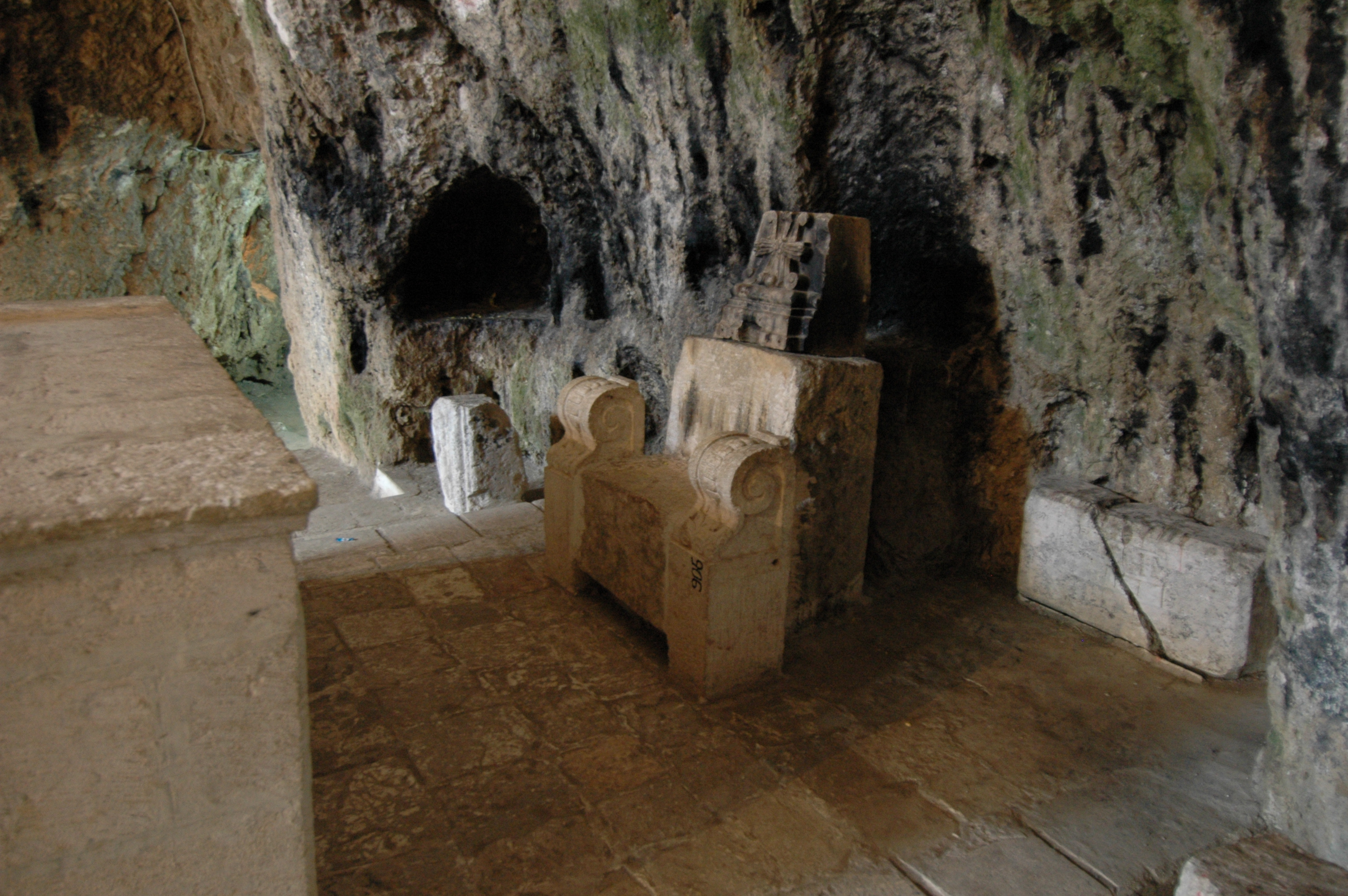
Остатки внешнего интерьера церкви Святого Петра
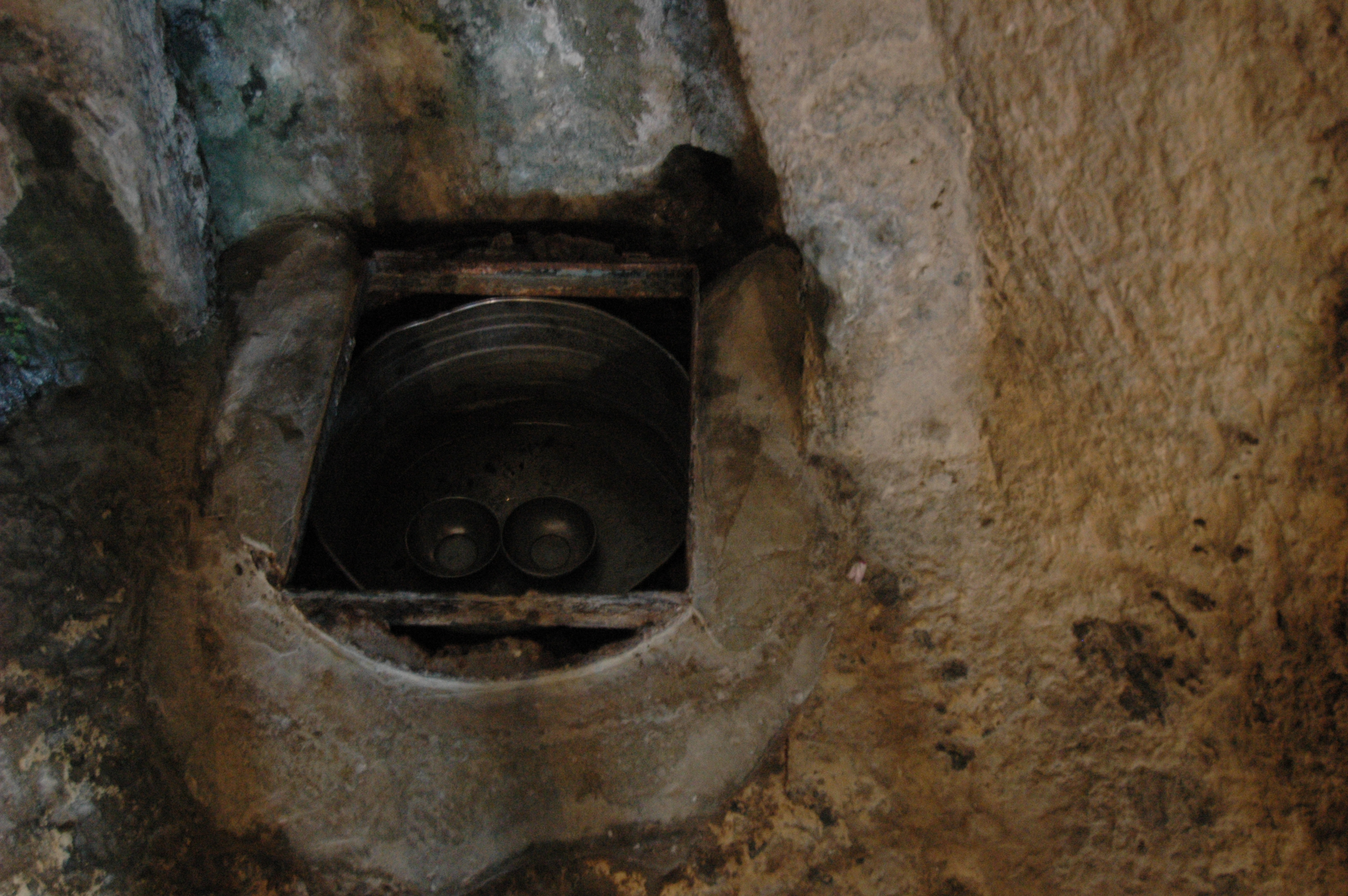
Туннель на случай побега в церкви Святого Петра